# Легейды (Шишацкий район)
Легейды (укр. Легейди) — село,
Шишацкий поселковый совет,
Шишацкий район,
Полтавская область,
Украина.
Код КОАТУУ — 5325755104. Население по переписи 2001 года составляло 9 человек.

## Географическое положение
Село Легейды находится на правом берегу реки Говтва,
выше по течению на расстоянии в 0,5 км расположено село Пришиб,
на противоположном берегу — село Переводчиково.
На расстоянии в 1 км расположено село Толстое.